# Cinco metros cuadrados
Cinco metros cuadrados es una película española del 2011, producida por Alliwood Mediterráneo y protagonizada por Malena Alterio y Fernando Tejero, protagonistas de otras series, como Aquí no hay quien viva. Trata temas muy relacionados con la crisis de 2008, así como temas derivados de ella tales como desahucios, la especulación y la burbuja inmobiliaria.

## Sinopsis
Álex y Virginia son una pareja que se van a casar. Para festejarlo, se deciden comprar un piso a las afueras de una gran ciudad, con todos sus ahorros y una hipoteca a 40 años. A tan sólo unos meses para la entrega de los pisos, la constructora detiene las obras y precinta la zona, porque están construyendo en terreno protegido, y un lince ibérico se ha avistado en la zona. Entonces, Álex, junto con Toño, un amigo suyo también afectado por la constructora, y con los vecinos, hará lo posible para que le devuelvan el dinero, o para conseguir su piso.
Pero los vecinos al final se rinden, y solo se manifiestan Toño y Álex. La tensión aumenta con los problemas que surgen con Virginia y con que la constructora no parece estar por la labor de seguir construyendo los pisos.

## Premios
Esta película consiguió los siguientes premios en el Festival de Málaga de Cine Español:
- Biznaga de Oro a la Mejor Película
- Biznaga de Plata al Premio de la Crítica
- Biznaga de Plata al Mejor Guion, para Pablo Remón y Daniel Remón
- Biznaga de Plata al Mejor Actor, para Fernando Tejero
- Biznaga de Plata al Mejor Actor de Reparto, para Jorge Bosch

## Reparto
| Intérprete                  | Personaje              |
| --------------------------- | ---------------------- |
| Fernando Tejero             | Álex                   |
| Malena Alterio              | Virginia               |
| Emilio Gutiérrez Caba       | Montañés               |
| Manuel Morón                | Arganda                |
| Jorge Bosch                 | Toño                   |
| Enric Benavent              | Jaime                  |
| Lola Moltó                  | María Jesús            |
| Secun de la Rosa            | Nacho                  |
| Pep Ricart                  | Jefe de Álex           |
| Paco Sarro                  | Carlos                 |
| Sara Juárez                 | Olga                   |
| Carles Sanjaime             | Jose Mari              |
| Paula Bares                 | Charo                  |
| Angela Boj                  | Laura                  |
| Sergio Caballero            | Abogado joven          |
| Nuria Hernández             | Marta                  |
| Juli Cantó                  | Capataz                |
| Manuel Ochoa                | Ayudante Capataz       |
| Ricardo Arias               | Obrero                 |
| Lorena Luján                | Carla                  |
| Pepa Juan                   | Jefa de Ventas         |
| Juli Disla                  | Cadete                 |
| Joan Manuel Gurillo         | Policía                |
| Isabel Requena              | Marisol                |
| Carlos Santos               | Vigilante              |
| David Vega                  | Guardia Seguridad      |
| Elena Climent               | Dependiente Perfumería |
| Andrés Poveda               | Comercial              |
| Pilar Matas                 | Oficinista             |
| Lorena López                | Oficinista 2           |
| David Sánchez Calvo         | Recepcionista hotel    |
| Adán Rodríguez              | Encargado              |
| José Sánchez Bernabeu       | Propietario estafado   |
| Àngela Soler                | Asistente boda         |
| José Antonio Pedrosa Moreno | Asistente boda         |
| Adriana Gil                 | Cliente cafeteria      |
| Alex Spijksma               | Juez                   |